# Marian Zlotea
Marian Zlotea (n. 30 iunie 1971, București, România) este un politician democrat din România, de profesie economist. La alegerile europarlamentare din 2007 a fost ales eurodeputat din partea PD.